# Episodi di CSI: NY (settima stagione)
La settima stagione della serie televisiva CSI: NY è stata trasmessa negli Stati Uniti dal 24 settembre 2010 al 13 maggio 2011 su CBS.
In Italia la stagione è andata in onda su Italia 1 dal 12 dicembre 2011 al 27 febbraio 2012, con un doppio episodio settimanale.
| nº | Titolo originale      | Titolo italiano          | Prima TV USA      | Prima TV Italia  |
| -- | --------------------- | ------------------------ | ----------------- | ---------------- |
| 1  | The 34th Floor        | Il 34º piano             | 24 settembre 2010 | 12 dicembre 2011 |
| 2  | Unfriendly Chat       | Chat mortale             | 1º ottobre 2010   | 12 dicembre 2011 |
| 3  | Damned If You Do      | La vendetta di un figlio | 8 ottobre 2010    | 19 dicembre 2011 |
| 4  | Sangre Por Sangre     | Sangue per sangue        | 15 ottobre 2010   | 19 dicembre 2011 |
| 5  | Out of the Sky        | Venuti dal cielo         | 22 ottobre 2010   | 2 gennaio 2012   |
| 6  | Do Not Pass Go        | Vietato entrare          | 29 ottobre 2010   | 2 gennaio 2012   |
| 7  | Hide Sight            | Nascosto alla vista      | 5 novembre 2010   | 9 gennaio 2012   |
| 8  | Scared Stiff          | Morta di paura           | 12 novembre 2010  | 16 gennaio 2012  |
| 9  | Justified             | Giustizia è fatta        | 19 novembre 2010  | 16 gennaio 2012  |
| 10 | Shop Till You Drop    | Natale di sangue         | 3 dicembre 2010   | 9 gennaio 2012   |
| 11 | To What End?          | A che pro?               | 7 gennaio 2011    | 23 gennaio 2012  |
| 12 | Holding Cell          | Di padre in figlio       | 14 gennaio 2011   | 23 gennaio 2012  |
| 13 | Party Down            | Tir assassino            | 4 febbraio 2011   | 30 gennaio 2012  |
| 14 | Smooth Criminal       | Tracce di uranio         | 11 febbraio 2011  | 30 gennaio 2012  |
| 15 | Vigilante             | Giustizia privata        | 18 febbraio 2011  | 6 febbraio 2012  |
| 16 | The Untouchable       | Intoccabile              | 25 febbraio 2011  | 6 febbraio 2012  |
| 17 | Do or Die             | Piccoli geni             | 11 marzo 2011     | 13 febbraio 2012 |
| 18 | Identity Crisis       | Crisi d'identità         | 1º aprile 2011    | 13 febbraio 2012 |
| 19 | Food for Thought      | Cibo esplosivo           | 8 aprile 2011     | 20 febbraio 2012 |
| 20 | Nothing for Something | La valigia               | 29 aprile 2011    | 20 febbraio 2012 |
| 21 | Life Sentence         | 17 anni dopo             | 6 maggio 2011     | 27 febbraio 2012 |
| 22 | Exit Strategy         | Exit Strategy            | 13 maggio 2011    | 27 febbraio 2012 |

## Il 34º piano
- Titolo originale: The 34th Floor
- Diretto da: Duane Clark
- Scritto da: John Dove e Pam Veasey

### Trama
Durante la cerimonia di premiazione di Lindsay, il laboratorio della scientifica rimane deserto. Al loro ritorno gli agenti troveranno ad attenderli Jo Danville, nuovo assistente supervisore, ed il corpo senza vita di una ragazza. Gli agenti si mettono subito al lavoro cercando di scoprire l'identità della giovane ed il motivo che l'aveva portata al 34º piano. Intanto Lindsay non riesce a darsi pace per aver ucciso un uomo (Shane Casey che era entrato in casa Messer per vendicarsi di Danny).
- Altri interpreti: Brett Tucker, Jane McLean, Lawrence Monoson, Sean Maguire

## Chat mortale
- Titolo originale: Unfriendly Chat
- Diretto da: Eric Laneuville
- Scritto da: Trey Callaway

### Trama
Adam, durante l'orario di lavoro, assiste all'omicidio di una ragazza con cui era in chat. Mac ed il suo team cercano di scoprire l'identità della ragazza e chi può averla uccisa. Tutto ciò che hanno è l'immagine salvata da Adam prima che il computer della ragazza si oscurasse. Durante le indagini gli agenti si rendono presto conto che anche l'assassino ha visto Adam in volto.
- Altri interpreti: Escher Holloway, Gerald Downey, Ricardo Molina, Tanner Maguire, Tyler Jacob Moore

## La vendetta di un figlio
- Titolo originale: Damned If You Do
- Diretto da: Christine Moore
- Scritto da: Zachary Reiter

### Trama
Un'anziana donna chiama il 911 dopo che lei e suo marito sono stati massacrati nella loro camera da letto. All'arrivo degli agenti la donna è ancora viva e Mac cerca di farsi dire dalla donna chi ha fatto tutto ciò. In un primo momento la donna indica il figlio raffigurato in una foto, comincia così una caccia all'uomo. Billy, figlio della coppia, viene prelevato da una festa ma nega di aver ucciso il padre mentre in ospedale la madre nega di aver incolpato il figlio.
- Altri interpreti: Taylor Handley, Alex Solowitz, Brian Guest, Crystal Reed, Marcos De La Cruz, Stacy Edwards

## Sangue per sangue
- Titolo originale: Sangre Por Sangre
- Diretto da: Norberto Barba
- Scritto da: Aaron Rahsaan Thomas

### Trama
Panthro Torres, leader di El Puno, viene trovato morto nell'albergo dove alloggiava. Gli agenti della scientifica devono trovare il colpevole al più presto per evitare ulteriori spargimenti di sangue dovuti, secondo quanto pensano, ad una guerra tra bande rivali. Mac chiede così aiuto a Luther Devarro, uno dei fondatori di El Puno, un ex-detenuto che lui stesso aveva catturato anni addietro.
- Guest star: Edward James Olmos
- Altri interpreti: Yancey Arias, Lymari Nadal, Yara Martinez

## Venuti dal cielo
- Titolo originale: Out of the Sky
- Diretto da: Nathan Hope
- Scritto da: Christopher Silber

### Trama
Roland Carson, noto avvocato difensore, viene derubato di tutti i beni che i suoi clienti avevano chiesto di tenere nella sua cassaforte. Durante la rapina Melvin La Grange, un criminale che aveva tentato di allontanare i ladri, rimane ucciso. Insieme ai due uomini vi era anche la guardia di Carson, James Belson. Nel corso delle indagini vengono trovati due dei rapinatori morti, ma all'appello ne manca ancora uno.
- Altri interpreti: Coby Ryan McLaughlin, Gregory Harrison, Justin Baldoni, Melissa Ordway, Mike Foy, Moe Irvin

## Vietato entrare
- Titolo originale: Do Not Pass Go
- Diretto da: David Jackson
- Scritto da: Adam Targum

### Trama
Due genitori, Charles ed Elizabeth Harris, seguono le indicazioni trovate in segreteria da un uomo che sembra sapere qualcosa riguardo al figlio che stanno cercando. Sul tetto di un palazzo trovano un'auto con un corpo in decomposizione al suo interno. Tutto fa pensare che si tratti di Jeremy, il figlio della coppia. L'analisi del midollo osseo mostra, però, che si tratta di Craig Anderson, studente universitario scomparso settimane prima.
- Altri interpreti: Chad Todhunter, Helen Slater, Maïtè Schwartz, Stephanie Venditto, Sydney Park, Thomas Calabro

## Nascosto alla vista
- Titolo originale: Hide Sight
- Diretto da: Alex Zakrzewski
- Scritto da: Bill Haynes

### Trama
La squadra di Mac è alle prese con un cecchino, ma si ritrova ostacolata dalle alte sfere e dal sindaco che non vuole creare confusione nella città. Il cecchino sembra colpire le proprie vittime senza seguire uno schema preciso e questo rende difficile individuarlo. Durante l'esame di uno dei cadaveri, Sid rimane coinvolto in un'esplosione.

## Morta di paura
- Titolo originale: Scared Stiff
- Diretto da: Marshall Adams
- Scritto da: Kim Clements

### Trama
Una ragazza vestita di bianco viene ritrovata morta a Central Park, da una prima analisi la donna sarebbe morta per la paura. Durante la ricostruzione degli avvenimenti si comprende che la ragazza stava fuggendo da qualcuno. Una seconda vittima trovata nel parco sembrerebbe collegata alla prima.
- Altri interpreti: John Larroquette, Jeffrey Vincent Parise, Lightfield Lewis

## Giustizia è fatta
- Titolo originale: Justified
- Diretto da: Jeff T. Thomas
- Scritto da: John Dove

### Trama
La donna che si era per anni spacciata per la sorella di Ted Carver, Roni, viene brutalmente uccisa da un uomo introdottosi nel suo appartamento nel cuore della notte. Il suo corpo viene ripescato dall'acqua e da quel momento Mac cerca di scoprire che cosa nasconda il capo Carver, convinto che lui sappia qualcosa sulla donna e sulla morte della sorella.
- Altri interpreti: John Larroquette, Agustin M. Rodriguez, Alex Madison, Brad Beyer, Mo Gallini, Robert Mammana

## Natale di sangue
- Titolo originale: Shop Till You Drop
- Diretto da: Skipp Sudduth
- Scritto da: Aaron Rahsaan Thomas

### Trama
A New York è tempo di acquisti natalizi. Jo e Mac si recano al centro commerciale per ultimare gli acquisti natalizi quando sorprendono un borseggiatore e lo arrestano. Nel mezzo dell'arresto vengono mostrate le vetrine invernali per dare inizio alla stagione degli acquisti. Un dipendente del negozio muore nella vetrina sotto gli occhi di decine di testimoni.

## A che pro?
- Titolo originale: To What End?
- Diretto da: Eric Laneuville
- Scritto da: Pam Veasey e Zachary Reiter

### Trama
Un uomo, apparentemente innocente, viene ucciso nella pasticceria dove era in programma la festa per il figlio di sei anni. Secondo i testimoni ad ucciderlo è stato un clown, ma all'arrivo della polizia trovano diversi clown vestiti uguali che sostengono di essere stati invitati anonimamente in quella strada. La ricerca del misterioso clown porterà l'FBI alla scientifica.

## Di padre in figlio
- Titolo originale: Holding Cell
- Diretto da: Scott White
- Scritto da: Bill Haynes

### Trama
Miguel Martinez, un giovane di origine spagnola viene trovato morto nel suo appartamento. Alle indagini si unisce un detective della scientifica di Barcellona che in seguito si scoprirà essere lo zio del ragazzo morto. Tutto fa pensare ad un furto con omicidio, ma il passato del giovane nasconde vicende tragiche che potrebbe essere collegate alla sua morte.

## Tir assassino
- Titolo originale: Party Down
- Diretto da: Skip Sudduth
- Scritto da: Adam Targum

### Trama
Un tir viaggia a tutta velocità per le strade di New York, ad un certo punto cade in acqua. Dalle acque dell'Hudson riemergono molti giovani, tra cui tre cadaveri. Il tir era stato addobbato per ospitare un Truck Party, ma nessuno degli invitati si era accorto che qualcuno li aveva chiusi nell'abitacolo. Tutto fa pensare ad un omicidio premeditato.

## Tracce di uranio
- Titolo originale: Smooth Criminal
- Diretto da: Scott White
- Scritto da: Aaron Rahsaan Thomas

### Trama
Un uomo entra in un bar ed uccide a colpi di pistola due uomini ed il barista che lo aveva visto in volto. Una donna seduta al bancone, però, viene catturata dal killer che sembra essere stato assoldato da qualcuno per recuperare qualcosa in suo possesso.
guest star: Ne-Yo

## Giustizia privata
- Titolo originale: Vigilante
- Diretto da: Frederick E.O. Toye
- Scritto da: Christopher Silber

### Trama
Una chiamata alla centrale della polizia avverte le autorità di un omicidio che sta per essere consumato. All'arrivo degli agenti sul luogo indicato, viene ritrovato il cadavere di un uomo imbavagliato e con i polsi legati. Si scoprirà che l'uomo altri non era che uno stupratore seriale, e tutto fa pensare ad una vendetta nei suoi confronti.

## Intoccabile
- Titolo originale: The Untouchable
- Diretto da: Vikki Williams
- Scritto da: Kim Clements

### Trama
Il detective Taylor viene sequestrato e abbandonato in un vicolo. Un paio di giorni prima gli agenti scoprono il cadavere di una giovane donna morta per presunto uso di droga. Si scoprirà che la donna in realtà era una conoscente di Mac e che stava indagando su un omicidio al quale avrebbe assistito tempo addietro.

## Piccoli geni
- Titolo originale: Do or Die
- Diretto da: Matt Earl Beesley
- Scritto da: Matthew Levine

### Trama
Una ragazza sta camminando per il corridoio della scuola quando cade a terra per una ferita alla testa. Muore così davanti a tutti i suoi compagni ed agli insegnanti. La scientifica di New York indaga sull'accaduto e scopre che la ragazza potrebbe aver assistito ad una scena di sesso in biblioteca e per questo motivo essere stata uccisa.

## Crisi d'identità
- Titolo originale: Identity Crisis
- Diretto da: Mike Vejar, Jr.
- Scritto da: Pam Veasey

### Trama
Un vecchio sale in metropolitana, ma poco dopo viene fatto scendere da un ragazzo che lo uccide. Anche Ellie, la figlia adottiva di Jo, si trovava su quello stesso treno all'insaputa della madre. Si scoprirà che il vecchio altri non è che una giovane ragazza travestita. La misteriosa ragazza viene identificata dal marito, che sembra non conoscere la vera identità di colei che aveva sposato.

## Cibo esplosivo
- Titolo originale: Food for Thought
- Diretto da: Oz Scott
- Scritto da: Trey Callaway

### Trama
Il mondo dei ristoranti su ruote può essere davvero spietate alle volte, soprattutto se uno di questi esplode uccidendo un uomo. Sheldon, che aveva finto la malattia per uscire, e Camille si trovavano sul luogo al momento dell'esplosione. Sembrerebbe un difetto della valvola del gas, ma il ristorante ambulante oltre a vendere hot dog, serviva anche un dolce un po' particolare.

## La valigia
- Titolo originale: Nothing for Something
- Diretto da: Eric Laneuville
- Scritto da: John Dove

### Trama
Una donna viene trovata morta nel parco. L'abbigliamento suggerisce che sia stata uccisa in altro luogo e poi abbandonata nel parco accanto al lago. Il team sospetta dell'opera di un serial killer. Mac viene derubato del portafoglio da un uomo che sembra conoscerlo. Intanto al distretto torna il primo compagno con cui Mac aveva lavorato.

## 17 anni dopo
- Titolo originale: Life Sentence
- Diretto da: Jeffrey Hunt
- Scritto da: Christopher Silber e Adam Targum

### Trama
Il laboratorio della scientifica viene colpito da una raffica di proiettili volanti, sparati da un piano vuoto del palazzo di fronte. I sospetti ricadono sullo stesso uomo che aveva rubato a Mac il portafoglio. Egli sembra avercela con Mac ed il suo ex partner, William Hunt, coloro che lo avevano arrestato anni addietro. L'agente Hunt nasconde qualcosa che potrebbe spiegare il motivo di tale accanimento nei suoi confronti.

## Exit Strategy
- Titolo originale: Exit Strategy
- Diretto da: Allison Liddi-Brown
- Scritto da: Zachary Reiter e Bill Haynes

### Trama
Mac, Danny e Don irrompono in un appartamento dove era in corso un traffico di droga. Mac segue uno degli uomini dell'appartamento sul tetto e rischia di rimanere ucciso. Quel fatto lo sconvolge e decide di riaprire un vecchio caso irrisolto che giaceva sulla sua scrivania. Due uomini rimasero uccisi nel tentativo di difendere il negozio da due malviventi. Ciò che la squadra scopre è che nel negozio era presente anche una bambina.